# Naturgy Brasil
Naturgy Brasil é uma empresa brasileira subsidiária da espanhola Naturgy, que atua no ramo de gás natural. A empresa atua nos estados do Rio de Janeiro e São Paulo.

## História
A CEG foi incluída no Programa Estadual de Privatização do Rio de Janeiro. Em janeiro de 1997, foi fundada uma nova estatal, a Riogás, com o objetivo de distribuir gás canalizado a 65 municípios do interior do estado do Rio de Janeiro.
Em 15 de julho de 1997, foi realizado o leilão da CEG e da Riogás na Bolsa de Valores do Rio de Janeiro pelo valor de R$ 622,1 milhões, para um período de concessão de 30 anos.
A CEG foi adquirida pelo consórcio privado formado pelas: transnacional espanhola Gás Natural SDG (18,9%); norte-americana Enron Corporation (25,38%); portuguesa Iberdrola Investimentos (9,87%); e a argentina Pluspetrol Energy (2,26%). A União (34,5%) e município do Rio de Janeiro (0,04%) mantiveram suas participações, e os empregados ficaram com 9%.
O controle da Riogás ficou dividido entre: Gás Natural SDG (25%); Enron Corporation representada por suas subsidiárias Ementhal (25%) e Borgogna (25%); e Petrobrás com (25%). Posteriormente, passou a se chamar CEG Rio.
Em 26 de abril de 2000, a Gas Natural SDG ganhou a licitação convocada pela Comissão de Serviços Públicos de Energia (CSPE) do estado de São Paulo, para outorga de concessão para a exploração de serviços de distribuição de gás canalizado na área sul do Estado. Com isso, passou a se chamar de Gás Natural São Paulo Sul. Em 2001, inaugurou sua sede, na cidade de Sorocaba. A Naturgy detém 99,99% da subsidiária.
Em 2002, a Gás Natural SDG comprou a participação da Iberdrola. Em 2003, a Gás Natural SDG comprou a participação da Enron.
Em 2009, o grupo se fundiu com a Unión Fenosa, dando origem ao Grupo Gás Natural Fenosa. Em 2011, ocorre a mudança da marca nos Estados, passando a se chamar Gas Natural Fenosa. Em 2018, trocou novamente a marca e passou a chamar-se Naturgy.
Em 2022, o controle acionário da CEG estava dividido entre a Naturgy (54,16%) e o BNDESPar (34,56%), com capital aberto na Bolsa. A CEG Rio estava dividida entre Naturgy (59,59%) e Commit (37,41%).